# Horizon Zero Dawn
Horizon Zero Dawn é um jogo eletrônico de RPG de ação pós-apocalíptico em um mundo aberto, desenvolvido pela Guerrilla Games (publicado pela Sony Interactive Entertainment), apresentado em 2015 na conferencia da Sony na feira E3 e lançado em 28 de fevereiro de 2017 para o console PlayStation 4 e em 7 de agosto de 2020 para o sistema Microsoft Windows.
Segue a trama de Aloy, uma caçadora em um mundo invadido por máquinas, que decide descobrir seu passado, explorando o mundo para descobrir locais e realizar missões secundárias.
Horizon Zero Dawn é a primeira propriedade intelectual da Guerrilla Games desde Killzone, de 2004, e seu primeiro jogo de RPG. O desenvolvimento começou em 2011 após a conclusão de Killzone 3, com o diretor Mathijs de Jonge considerando a ideia mais arriscada lançada na época. O motor gráfico do jogo, Decima, foi desenvolvido para Killzone: Shadow Fall e melhorado para Horizon Zero Dawn. Antropólogos foram consultados para autenticar a decadência do mundo do jogo ao longo de um milênio e de seu cenário pós-apocalíptico. A trilha sonora foi liderada pelo compositor Joris de Man, com contribuições da dupla The Flight.
Horizon Zero Dawn foi bem recebido pela crítica, com elogios para o seu mundo aberto, história, visual, combate, caracterização e atuação da dubladora Ashly Burch; no entanto, os diálogos, o combate corpo a corpo e os modelos dos personagens receberam algumas críticas. O jogo venceu vários prêmios e vendeu mais de 20 milhões de cópias até fevereiro de 2022, tornando-o um dos jogos mais vendidos de PlayStation 4 de todos os tempos. Uma expansão intitulada The Frozen Wilds foi lançada em novembro de 2017. Sua sequência, Horizon Forbidden West, foi lançada em fevereiro de 2022 para PlayStation 4 e PlayStation 5.

## Jogabilidade

Os jogadores podem usar várias armas, como o arco e flecha, para atacar e imobilizar inimigos.

Horizon Zero Dawn é um RPG eletrônico de ação em que os jogadores controlam a protagonista Aloy, uma caçadora e arqueira, em um cenário futurista, um mundo aberto pós-apocalíptico dominado por criaturas mecanizadas como robôs dinossauros. Os componentes destas criaturas, como a electricidade e o metal, são vitais para a sobrevivência de Aloy, sendo necessário ela revistar os cadáveres destas criaturas em busca de recursos.
Os jogadores têm várias formas de matar os inimigos, como criar armadilhas, usar armas de longo alcance como setas, utilizando explosivos, combate corpo a corpo, ou fazendo mortes silenciosas. O combate divide-se assim em três estilos distintos; um usa tácticas furtivas, um outro mais orientado para o poder de fogo do jogador e um último focado na criação de armadilhas. Também existe a possibilidade de criar novos itens através de materiais e partes mecânicas espalhadas pelo mundo. Através de um sistema de "regalias", o jogador pode personalizar o seu personagem para melhorá-lo de acordo com o seu estilo ou forma de jogar. Uma árvore de habilidades fornece ao jogador novas habilidades e bônus.
O mundo aberto pode ser explorado pelos jogadores quando não estão a completar missões. Horizon: Zero Dawn inclui um sistema dinâmico de clima e um ciclo dia-noite.
Não possui tutorial, para encorajar os jogadores a aprender a derrotar os inimigos através do método de "tentativa e erro". A Guerrilla Games referiu que o jogo não tem telas de carregamento.

## História

### Mundo
Horizon Zero Dawn acontece a mil anos no futuro em um mundo pós-apocalíptico onde criaturas mecanizadas colossais dominaram o mundo, e vagam em uma paisagem fora do controle da humanidade. Ao longo do tempo, a evolução humana regrediu até uma sociedade tribal de caçadores e coletores que sobrevive por entre florestas imensas, cordilheiras imponentes e as ruínas atmosféricas de uma civilização antiga – enquanto as máquinas selvagens se tornaram cada vez mais poderosas e agressivas. O jogador controla Aloy, uma caçadora que utiliza a velocidade, esperteza e agilidade para permanecer viva e proteger sua tribo contra a força, o tamanho e o poder bruto das máquinas.

### Enredo
Aloy nasceu em uma das tribos humanas, os Nora, que idolatram a natureza como a “Mãe-de-Todos”, mas foi "exilada" assim que veio ao mundo. Órfã, ela acaba adotada por outro "exilado", Rost. Quando criança, Aloy cai acidentalmente nas ruínas de uma base subterrânea dos antigos e encontra um Foco, aparelho que lhe permite escanear objetos e criaturas para obter informações. Querendo descobrir quem foi sua mãe, Aloy passa os próximos anos de sua vida treinando intensamente para participar de um ritual de aprovação dos Nora cujo vencedor não só se livra do banimento, como ainda ganha o direito de fazer qualquer pergunta às matriarcas da tribo.
Na véspera do torneio, Aloy descobre um visitante, Olin, que também tem um Foco, mas ele reluta em explicar onde o encontrou. Depois, Aloy se sagra campeã, mas os Nora são atacados por dissidentes dos Carja, uma tribo que idolatra o Sol. Rost surge e se sacrifica para salvar Aloy, que é mais tarde resgatada pela matriarca Teersa, a única que nunca a destratou por ser exilada. Após acordar, Aloy examina um Foco que pegou de um Carja e descobre que Olin a espionou para eles com seu aparelho. Ela visualiza também uma mulher antiga muito parecida com ela. Teersa revela que Aloy foi encontrada ainda bebê dentro da montanha que os Nora acreditam ser o ventre da Mãe-de-Todos – na verdade, é apenas uma base dos antigos – e que, embora ela tenha visto isso como uma dádiva da deusa, as demais matriarcas interpretaram como uma maldição e a "exilaram" imediatamente. Aloy se aproxima do local onde foi encontrada e tenta abrir uma porta que ninguém jamais conseguiu abrir, em vão.
Buscando respostas para sua origem e vingança pelo ataque à sua tribo, Aloy é declarada Emissária pelas matriarcas e parte para Meridian, capital dos Carja. Lá, descobre que Olin foi coagido a cooperar com os assassinos – membros de uma organização denominada Eclipse que servem a uma divindade conhecida como HADES – e que a semelhança de Aloy com a mulher vista nas imagens é o motivo pelo qual ela virou um alvo.
Um homem chamado "Sylens" começa a se comunicar com Aloy por seu Foco e guia a protagonista por uma jornada na qual eles descobrem a origem das máquinas e o que levou os antigos ao seu fim. Em meados do século XXI, robôs de combate criados pela empresa Faro sofreram uma falha de programação que os deixou hostis. Multiplicando-se rapidamente e consumindo biomassa como combustível, eles logo deixaram a vida na Terra à beira da extinção. A mulher parecida com Aloy, Elisabet Sobeck, era uma gênia da robótica que trabalhava para a Faro até esta começar a fazer máquinas de guerra. Quando a falha foi detectada, ela foi chamada pelo dono da empresa, Ted, para pensar em uma solução, mas concluiu que o processo era irreversível e que a vida na Terra extinguir-se-ia em menos de dois anos. Como alternativa, contudo, ela bolou o Projeto Zero Dawn, que criaria uma forma ultra-avançada de inteligência artificial denominada GAIA. GAIA seria capaz de projetar e produzir máquinas por conta própria para restaurar as condições de vida no planeta, recodificar as máquinas hostis para que adormecessem e garantir a sobrevivência de clones humanos que repovoariam o planeta. Eventualmente, Elisabet se sacrifica para garantir a continuidade do projeto quando uma escotilha defeituosa no QG do projeto requer que alguém a lacre manualmente pelo lado de fora (e fique impedido de entrar de novo) antes que as máquinas detectem as instalações.
GAIA tinha vários subsistemas, incluindo APOLLO, que catalogava todo o conhecimento humano acumulado até então para que os clones não cometessem os mesmos erros de seus antepassados. Contudo, Ted acreditou que tal conhecimento seria prejudicial aos clones e decide, unilateralmente, deletar tudo e assassinar toda a equipe após a morte de Elisabet, revelando por que os novos humanos vivem como na pré-história.
Aloy descobre também que HADES é outro dos subsistemas de GAIA e que tinha como função promover uma extinção controlada caso as condições de vida no planeta não se mostrassem propícias para a sobrevivência humana e o processo tivesse de começar de novo. Ela também obtém a chave para abrir a porta dentro da Mãe de Todos.
Lá dentro, ela descobre uma instalação onde os clones humanos responsáveis por repovoar a terra foram educados por robôs e hologramas até serem soltos na natureza. Aloy visualiza uma mensagem urgente de GAIA na qual ela avisa que foi corrompida por um código malicioso que tornou HADES autoconsciente e que a entidade tentaria reverter os processos de terraformação e eliminar todos os humanos. Numa última tentativa de garantir a recuperação da Terra, GAIA provocou uma sobrecarga em seu reator principal que objetivava destruir HADES e ela mesma, mas a entidade conseguiu escapar. Antes de se autodestruir, GAIA gerou um clone de Elisabet – Aloy – na esperança de que ela crescesse e, com o DNA de Elisabet, pudesse entrar nas instalações Zero Dawn, recuperar GAIA e reiniciar o sistema.
Aloy obtém de Sylens um equipamento para purgar HADES e retorna para Meridiana onde uma grande batalha contra os Eclipse e máquinas controladas por eles acontece. As forças inimigas são derrotadas e HADES é encerrado. Depois, Aloy localiza o cadáver de Elisabet e ouve sua última conversa com GAIA. Numa cena pós-créditos, é revelado que HADES ainda está ativo, mas aprisionado por Sylens, que pretende interrogá-lo para saber quem enviou o código que o tornou autoconsciente.

#### The Frozen Wilds
Ao explorar a região conhecida como The Cut (disponível somente por meio desta DLC), Aloy conhece vários membros da tribo Banuk, que povoa a área, incluindo os irmãos Aratak e Ourea. Eles contam a Aloy que muitos tentaram entrar no vulcão conhecido como Thunder's Drum, mas foram massacrados por máquinas mortíferas. Ourea é uma xamã que estabeleceu contato com o "Espírito" - na verdade, uma inteligência artificial chamada CYAN com quem ela se comunica numa instalação dos Antigos e descobre que ela está quase totalmente corrompida por uma entidade conhecida como o Demônio.
Explorando instalações dos Antigos, Aloy descobre que o Demônio, na verdade, é HEPHAESTUS, um subsistema de GAIA responsável por construir as máquinas que ocupam a Terra. Assim como HADES, ele também ganhou autoconsciência com o código de origem desconhecida e passou a construir robôs cada vez mais fortes e agressivos após os humanos começarem a caçá-los por peças, explicando, portanto, por que as máquinas começaram a se voltar contra os humanos
Aloy descobre também que CYAN era, na verdade, uma inteligência artificial desenvolvida antes do Projeto Zero Dawn com o intuito de coordenar uma imensa rede de máquinas gigantes que manteria a Caldeira de Yellowstone estável, evitando uma possível erupção catastrófica.
Aloy, Aratak e Ourea adentram a instalação do vulcão e lutam contra dezenas de máquinas. Ourea se sacrifica para recuperar o sistema de CYAN para que esta possa se transferir para outro local e iniciar um processo de autodestruição das instalações. Aloy e Aratak escapam e, numa última conversa com CYAN, Aloy é informada que HEPHAESTUS ainda está ativo em algum lugar.

## Desenvolvimento
A produção começou em 2011, depois do lançamento de Killzone 3. A Guerrilla Games anunciou que estava a criar uma nova propriedade intelectual baseada na série Killzone. Foram criados cerca de quarenta conceitos para o jogo, entre eles estava Horizon Zero Dawn, aquele a que o director Mathijs de Jonge chamou de "o mais arriscado". Quando este conceito foi escolhido, uma equipe de 10 a 20 pessoas começaram a construir protótipos para o jogo; muitos dos elementos incluídos nesses protótipos ficaram no jogo. Foram escritas cerca de vinte histórias diferentes, explorando vários conceitos e personagens. A história foi escrita por John Gonzalez, o escritor principal de Fallout: New Vegas. Os vários elementos da história permaneceram intactos desde o inicio da produção. Depois de terminada a produção de Killzone: Shadow Fall, foi movido mais pessoal da Guerrilla Games para trabalhar em Horizon.
O jogo explora a justaposição entre a beleza do mundo e os seus perigos, analisando particularmente a definição de humanidade por não estar "no topo da lista da vida". A equipa quis dar ênfase à exploração ao dar um sistema de busca, assim como a inclusão de itens através do mundo que podem ser usados como meio artesanal ou para melhorar a saúde. Horizon Zero Dawn não tem qualquer forma de tutorial, por forma a encorajar os jogadores a aprender a derrotar os inimigos através do método de "tentativa e erro". A equipa desejou que o jogo tivesse menus interativos simples, especialmente eliminando os complicados usados para a fabricação artesanal. A equipe revelou que o jogo revelou ser um desafio técnico.
Horizon Zero Dawn está a ser criado com o motor usado em Shadow Fall, no entanto sentiram que o motor era difícil de se adaptar para Horizon, no que toca aos tempos de carregamento e distancias. Para descobrirem como alguns elementos trabalham em jogos de mundo aberto, a equipa procurou ajuda para o design, a arte e para outros campos técnicos.
A arte conceitual, com dinossauros robóticos, assim como o nome de código do jogo, escapou para a Internet em Setembro de 2014. Horizon: Zero Dawn foi oficialmente revelado durante a conferencia de imprensa da Sony na E3 2015. O lançamento mundial ocorreu em 2017, exclusivamente para PlayStation 4.

## Recepção
O vídeo de revelação mostrado durante a E3 2015 recebeu aclamação por parte da crítica e recebeu diversos prêmios incluindo "Melhor Jogo Original", atribuído pelo painel de juízes da Game Critics Awards.
O Game teve ótima recepção da crítica, somando até o momento a nota de 89 dos especialistas e 8.3 dos usuários de acordo com o Metacritic.

### Vendas
Horizon Zero Dawn foi o jogo mais vendido durante sua semana de lançamento no Reino Unido. Ele ultrapassou No Man's Sky e se tornou o maior lançamento de uma nova propriedade intelectual no PlayStation 4, bem como o lançamento de maior sucesso de qualquer tipo na plataforma desde Uncharted 4: A Thief's End. Além disso, foi a maior estreia da Guerrilla Games até a data. O jogo vendeu cerca de 117 mil cópias em sua primeira semana no Japão, tornando-se o segundo jogo mais vendido naquela semana. Horizon Zero Dawn foi o segundo título mais baixado na PlayStation Store norte-americana em fevereiro. Como o dia do lançamento ocorreu no último dia de fevereiro, apenas um dia de vendas foi contabilizado. Em duas semanas, o jogo vendeu 2,6 milhões de unidades.
Foi o jogo mais vendido em sua semana de lançamento na Austrália. Em março de 2017, foi o segundo título mais vendido no Reino Unido e o jogo de PlayStation 4 mais vendido. Horizon Zero Dawn também foi o título mais vendido na PlayStation Store naquele mês. Foi classificado em primeiro lugar no gráfico de vendas do Reino Unido em abril de 2017, enquanto atingiu o oitavo lugar no gráfico japonês. Em fevereiro de 2018, mais de 7,6 milhões de cópias foram vendidas, aumentando para mais de 10 milhões um ano depois, tornando-o um dos jogos de PlayStation 4 mais vendidos. Até fevereiro de 2022, mais de 20 milhões de cópias foram vendidas nas plataformas PlayStation 4 e Windows.
Em um esforço para aumentar a lucratividade, em 2020 a Sony decidiu começar a portar seus títulos primários para PC. Horizon Zero Dawn foi lançado para PC em agosto de 2020 e teve um lançamento bem-sucedido, movimentando mais de 700 mil cópias digitais.